# Eulepidotis regalis
Eulepidotis regalis är en fjärilsart som beskrevs av Butler 1879. Eulepidotis regalis ingår i släktet Eulepidotis och familjen nattflyn. Inga underarter finns listade i Catalogue of Life.